# اینگمار هدبرگ
اینگمار هدبرگ (انگلیسی: Ingemar Hedberg; ۸ مارس ۱۹۲۰ – ۱۹ مهٔ ۲۰۱۹) ورزشکار اهل سوئد بود.
وی در مسابقات کشوری و بین‌المللی در مجموع برندهٔ ۳ مدال طلا، ۱ مدال نقره شده‌است.